# Strange Blues
Strange Blues è un album di Jackie McLean, pubblicato dalla Prestige Records nel novembre del 1967.

## Tracce
Lato A
1. Strange Blues – 7:32 (Jackie McLean) – Registrato il 15 febbraio 1957 al Van Gelder Studio di Hackensack, New Jersey
2. Millie's Pad – 11:32 (Webster Young) – Registrato il 12 luglio 1957 al Van Gelder Studio di Hackensack, New Jersey

Durata totale: 19:04
Lato B
1. What's New? – 6:35 (Bob Haggart, Johnny Burke) – Registrato il 30 agosto 1957 al Van Gelder Studio di Hackensack, New Jersey
2. Disciples Love Affair – 6:44 (Ray Draper) – Registrato il 12 luglio 1957 al Van Gelder Studio di Hackensack, New Jersey
3. Not So Strange Blues – 4:46 (Jackie McLean) – Registrato il 12 luglio 1957 al Van Gelder Studio di Hackensack, New Jersey

Durata totale: 18:05

## Musicisti
Strange Blues
- Jackie McLean - sassofono alto
- Mal Waldron - pianoforte
- Arthur Phipps - contrabbasso
- Art Taylor - batteria

What's New?
- Jackie McLean - sassofono alto
- Gil Coggins - pianoforte
- Paul Chambers - contrabbasso
- Louis Hayes - batteria

Millie's Pad / Disciples Love Affair
- Jackie McLean - sassofono alto
- Webster Young - tromba
- John Meyers - pianoforte
- Ray Draper - tuba
- Bill Salter - contrabbasso
- Larry Ritchie - batteria

Not So Strange Blues
- Jackie McLean - sassofono alto
- John Meyers - pianoforte
- Bill Salter - contrabbasso
- Larry Ritchie - batteria